# Гёйгёльский район
Гёйгёльский район (азерб. Göygöl rayonu) — район на западе Азербайджана. Административный центр — город Гёйгёль.

## География
Гёйгёльский район расположен в горной и предгорной зоне на западе Азербайджана, в 364 км от города Баку. Самая высокая точка расположена на высоте 3724 метра над уровнем моря. Гёйгёльский район граничит с Самухским районом на севере, с Геранбойским на востоке, с Кельбаджарским на юге, с Дашкесанским на западе, с Шамкирским на северо-западе и с городом Гянджа на севере. Площадь составляет 920 км².

## История
Район был образован 8 августа 1930 года и первоначально именовался Наримановским с центром в посёлке Еленендорф. В 1938 году Наримановский район был переименован в Ханларский, а центр района, Еленендорф, в город Ханлар. 25 апреля 2008 года город Ханлар переименован в Гёйгёль, а район в Гёйгёльский.
Административный центр района, город Гёйгёль, был основан в 1819 году немецкими поселенцами из Королевства Вюртемберг и получил название Хеленендорф. Дома были возведены в немецком стиле, были построены улицы, школа, детский сад и музыкальная школа. Главное здание нынешнего завода аграрной промышленности было построено как винодельня, братьями Фохрер, которые занимались производством вина и коньяка.

## Население
По советским переписям 1939 и 1959 года армяне составляли большинство населения района. Несмотря на армянское большинство и общую границу с другими территориями, включёнными в Нагорно-Карабахскую автономную область при её создании, этот район, как и соседний Шаумяновский, не вошли в её состав. На протяжении советского периода армянское население района сокращалось. После присоединения к Ханларскому району в 1959 году равнинного Сафаралиевского района, населённого преимущественно азербайджанцами, азербайджанцы составили большую часть населения объединённого района. В результате Карабахского конфликта, остававшиеся в районе армяне были вынуждены покинуть территорию района. Ныне население района практически полностью составляют азербайджанцы. К началу 2021 года население района составило 64 965 человек.
| Год  | Азербайджанцы | %    | Армяне | %    | Русские | %   | Немцы | %   | Всего  |
| ---- | ------------- | ---- | ------ | ---- | ------- | --- | ----- | --- | ------ |
| 1939 | 9191          | 21,4 | 27 316 | 63,5 | 2212    | 5,1 | 2706  | 6,3 | 43 046 |
| 1959 | 13 063        | 40,1 | 16 845 | 51,7 | 1348    | 4,1 |       |     | 32 592 |
| 1970 | 52 499        | 72,9 | 16 247 | 22,6 | 1707    | 2,4 |       |     | 71 991 |
| 1979 | 60 158        | 78,5 | 13 975 | 18,2 | 1208    | 1,6 |       |     | 76 628 |

## Административное деление
В Гёйгёльском районе насчитывается 27 административно-территориальных единиц, город Гёйгёль, 5 посёлков Ханлар, Гызылгая, Гаджимелик, Ашаги Зурнабад и Фирузабад, 39 сёл (в т.ч. Балчилы, Гушгара, Чайлы, Молладжаллилли и Топалхасанлы).

## Климат
Климатические показатели района Гёйгёль варьируются в зависимости от высоты. Влажный субтропический климат является доминирующим и сопровождается холодным полузасушливым, теплым влажным континентальным и горячим влажным континентальным. Среднегодовая температура в Гёйгёле составляет 12-14 °C, годовое количество осадков — от 500 до 900 мм.

## Природа
На территории района расположены озёра Гёйгёль, Маралгёль, Залигёль, Аггёль, Шамлигёль, Ордекгёль, Джейрангёл и Гарагёль.
Озеро Гёйгёль расположено у горы Кяпяз на высоте 1556 метров. Длина озера составляет 2450 метров, а его ширина составляет 595 метров, самая глубокая точка — 95 метров.
Маралгёль расположен в 1902 метрах над уровнем моря. Он имеет площадь 23 гектара с самой глубокой точкой в 60 метров. Озеро окружено субальпийскими лугами. Основными реками, протекающими по району, являются Кюрокчай, Гянджачай и Гошгарчай. Река Кюрокчай самая длинная — 108 км. Вторая самая длинная река — Гянджачай с длиной 98 километров. Реки в основном используются для орошения. Уровень воды в них увеличивается весной.

## Национальный парк Гёйгёль
Национальный парк Гёйгёль был основан в апреле 2008 года на базе Государственного природного заповедника Гёйгёль, созданного в 1925 году на территориях административных районов Гёйгёль, Геранбой и Дашкесан.
Национальный парк Гёйгёль расположен на высоте от 1100 до 3065 метров. Он имеет в общей сложности 12755 га площади, в том числе 6739 га государственного заповедника Гёйгёль, леса 1577 га, 3909 га гейгёльского района, 300 гектаров Дашкесанского района и 230 гектаров Геранбойского района.
В лесу национального парка «Гёйгёль» имеется 76 видов деревьев и кустарников, в том числе восточный бук, восточный дуб, кавказский граб, крючковатые сосны, берёзы, клёны, сердолик, бузилка, ежевика, обыкновенный орешник и мушмула. Фауна Национального парка отличается разнообразием кавказских оленей, косули, барсука, лесной кошки, соболя, рыси, зайца, белки, лисицы, ежа, серых куропаток и др.

## Инфраструктура

### Энергетика
2 сентября 2024 года на реке Кюрекчай введена в строй малая гидроэлектростанция «Тоганалы» мощностью 4,1 МВт.

## Культура
В районе имеются 15 культурных центров, 41 библиотек, 2 музыкальных школ, 2 музея — музейный центр им. Гейдара Алиева и музей истории и этнографии, а также 3 парка.
В районе есть ряд исторических зданий, таких как замок на юге от деревни Зурнабад (XII век), гробница, относящиеся к XVI веку в деревне Гушгара, Храм Анаид (XVI век), церковь Святой Марии в селе Чайкенд, Немецкая лютеранская церковь (1854—1857) в Гёйгёле, церковь Гавриила (1674 г.) и другие.

## Достопримечательности
В районе расположены 5 мостов: мост Aг, который относится к XII веку в селе Топалхасанлы на реке Гянджачай, мосты Биргозлу и Икигозлу (XVI век) в деревне Дозулар и соответственно в городе Гёйгол на реке Курекчай и Гянджачай, мост Учгозлу (1896 год) в деревне Учтепе на Ганджачае и Каменном мосту с двумя арками.
На территории района расположен археологический памятник эпохи неолита Гилликдаг, бывший некогда стоянкой первобытных людей.

## Административное устройство
В районе действует 30 муниципалитетов:
- Муниципалитет Гёйгёль — охватывает Гёйгёль и посёлок Гызылгая.
- Муниципалитет Гаджымелик — охватывает посёлок Галдымелик.
- Муниципалитет Топалгасанли — охватывает село Топалгасанли.
- Муниципалитет Молладжалилли — охватывает село Молладжалилли.
- Муниципалитет Хагани — охватывает посёлок Хагани.
- Муниципалитет Тулаллар — охватывает село Тулаллар.
- Муниципалитет Чайкенд — охватывает село Чайкенд.
- Муниципалитет Балчылы — охватывает село Балчылы.
- Муниципалитет Надил — охватывает село Надил.
- Муниципалитет Гырыглы — охватывает села Гырыглы, Гачагая и Саркар.
- Муниципалитет Джумшудлу — охватывает село Джумшудлу.
- Муниципалитет Гызылджа — охватывает села Гызылджа, Данаери и Ялгышлаг.
- Муниципалитет Ашыглы — охватывает село Ашыглы вя Кешкю.
- Муниципалитет Гушгара — охватывает села Гушгара, Бахрамкенд, Самадли.
- Муниципалитет Алимадатли — охватывает село Ялимядятли
- Муниципалитет Учтапа — охватывает село Учтапа и посёлок Фирузабад.
- Муниципалитет Тоган — охватывает села Тоганлы и Азгилли.
- Муниципалитет Шахрияр — охватывает село Шахрияр.
- Муниципалитет Керемли — охватывает село Керемли.
- Муниципалитет Зурнабад — охватывает село Зурнабад, посёлки Ашагы Зурнабад и Гянджа.
- Муниципалитет Учбулаг — охватывает село Учбулаг.
- Муниципалитет Сарысу — охватывает село Сарысу.
- Муниципалитет Гарабулаг — охватывает село Гарабулаг.
- Муниципалитет Гушчу — охватывает село Гушчу.
- Муниципалитет Чайлы — охватывает село Чайлы.
- Муниципалитет Панахлылар — охватывает село Панахлылар.
- Муниципалитет Дозулар — охватывает село Дозулар.
- Муниципалитет Ени-Зод — охватывает село Ени-Зод.
- Муниципалитет Михайловка — охватывает село Михайловка.
- Муниципалитет Гойчакенд — охватывает село Гойчакенд.